# Salix wolohoensis
Salix wolohoensis — вид квіткових рослин із родини вербових (Salicaceae).

## Морфологічна характеристика
Це кущ. Гілочки тьмяно-зелені, запушені. Листкова пластинка від ланцетної до зворотно-ланцетної, рідше широко-ланцетної, 3–5 × 1–1.6 см, абаксіально жовтувато-повстяна, адаксіально злегка ворсиста, край цільний або нечітко залозисто-зубчастий, верхівка загострена. Чоловіча сережка 20–30 × ≈ 4 мм, майже сидяча. Чоловіча квітка: тичинок 2; пиляки жовті, еліпсоїдні. Жіноча сережка 3.5–6 × ≈ 1 см. Жіноча квітка: зав'язь яйцювата чи вузько-яйцювата, ≈ 1.5 мм, густо-біло волосиста. Коробочка ≈ 3.5 мм.

## Середовище проживання
Сичуань, Юньнань. Населяє долини, схили гір; на висотах 1600–3000 метрів.